# Радвановиці
Радвановиці (пол. Radwanowice) — село в Польщі, у гміні Забежув Краківського повіту Малопольського воєводства.
Населення — 640 осіб (2011).

## Демографія
Демографічна структура станом на 31 березня 2011 року:
|          | Загалом | Допрацездатний вік | Працездатний вік | Постпрацездатний вік |
| -------- | ------- | ------------------ | ---------------- | -------------------- |
| Чоловіки | 329     | 65                 | 238              | 26                   |
| Жінки    | 311     | 60                 | 199              | 52                   |
| Разом    | 640     | 125                | 437              | 78                   |